# 中塞夫頓 (英國國會選區)

選區在默西賽德郡的位置

中塞夫頓（英語：Sefton Central），英國國會一郡選區，位於默西賽德郡塞夫頓都會自治市中部，包括七個地方選區。
設於2010年。2010年大選中，工黨的比爾·埃斯特森以41.9%選票在該區首次當選。